# Antarctotrechus balli
Antarctotrechus balli (лат.) — ископаемый вид жуков-жужелиц, единственный в составе монотипического рода Antarctotrechus (подсемейство трехины, триба Trechini). Обнаружены в Антарктиде в 550 км от Южного полюса (Oliver Bluffs, Ледник Бирдмора, формация Мейер-Дезерт, 85°07′02″ ю. ш. 166°39′27″ в. д., Антарктика, возраст 14—20 млн лет; миоцен). Первый вид из семейства жужелицы, найденный в Антарктиде.

## Описание
Описание сделано по двум надкрыльям от двух разных особей жуков (другие части тела не сохранились). Длина надкрылий 2,36 мм, ширина 0,85 мм; основная окраска коричневая. Сходное строение бороздок и пунктур надкрылий имеют два рода жужелиц: Trechisibus Motschulsky 1862 (Южная Америка, Фолклендские острова), Tasmanorites Jeannel, 1927 (Австралия и Новая Зеландия). Ископаемые растения, обнаруженные вместе с A. balli, включали ветви Nothofagus (южный бук), семена Ranunculus (лютик), мох и подушечные растения, которые представляют собой часть биома тундры. Вид был впервые описан в 2016 году американскими энтомологами Алланом Эшвортом (Allan C. Ashworth; Geosciences, North Dakota State University, Fargo, США) и Терри Ирвином (Terry L. Erwin; National Museum of Natural History, Smithsonian Institution, Вашингтон, США).

## Этимология
Видовое название Antarctotrechus balli дано в честь канадского колеоптеролога профессора Джорджа Болла (Альбертский университет, Эдмонтон, Канада), крупного специалиста по жукам семейства Carabidae. Родовое название Antarctotrechus происходит от сочетания имён типового рода подсемейства Trechus и места обнаружения (Антарктида).